# Tatsuhiko Kubo
Tatsuhiko Kubo (Chikuzen, Districte d'Asakura, Prefectura de Fukuoka, Japó, 18 de juny de 1976) és un exfutbolista japonès.

## Selecció japonesa
Tatsuhiko Kubo va disputar 32 partits amb la selecció japonesa.